# Saint-Vigor-d'Ymonville

Saint-Vigor-d'Ymonville este o comună în departamentul Seine-Maritime, Franța. În 1 ianuarie 2022 avea o populație de 1.165 de locuitori.